# Hauptwache (Bamberg)

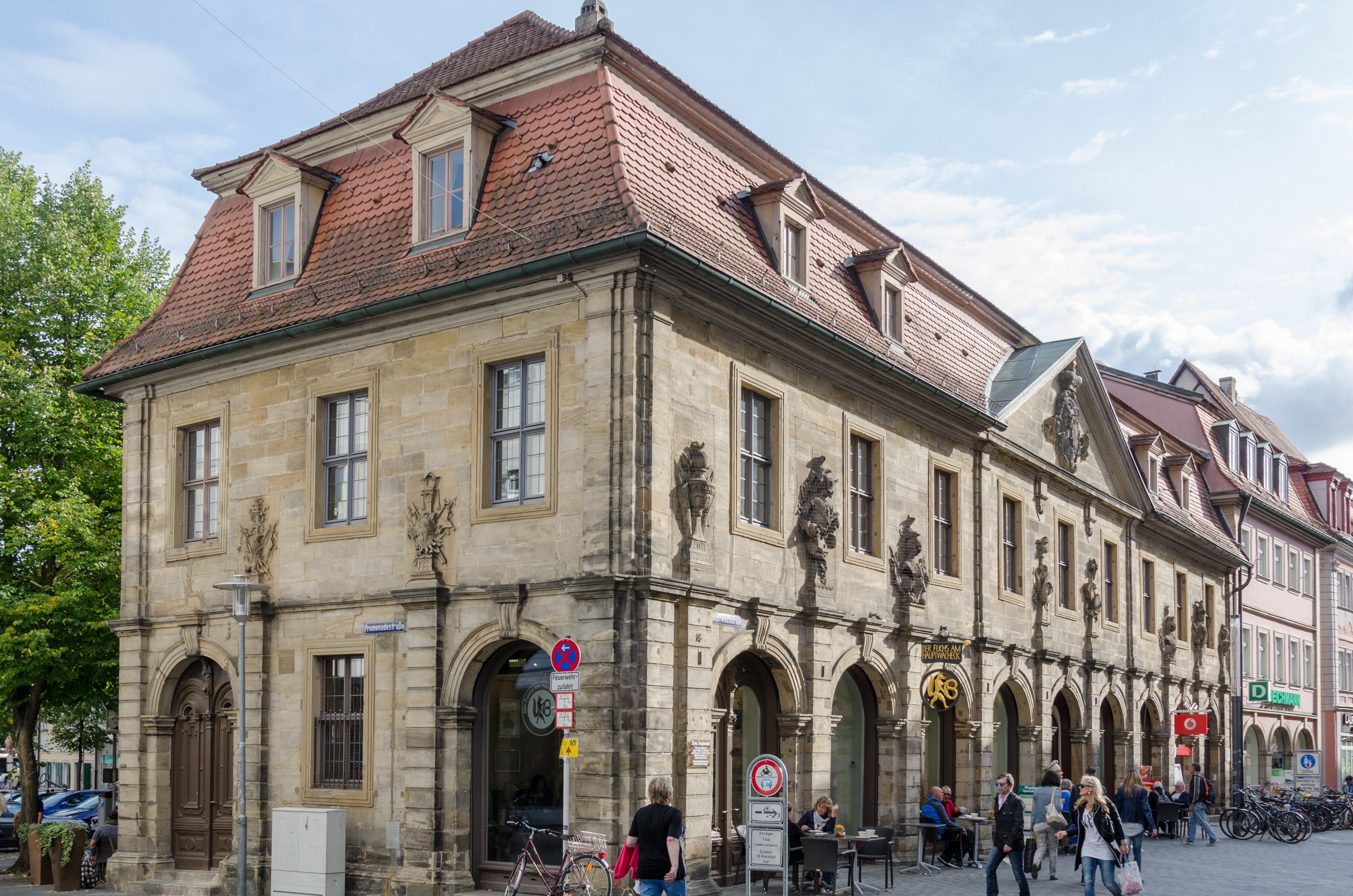
Hauptwache depuis la Hauptwachestrasse

L'ancien Hauptwache de Bamberg (littéralement, Garde Principale) est un bâtiment de deux étages en grès de style baroque avec un toit mansardé situé dans la ville franconienne de Bamberg en Bavière.
Entre 1772 et 1774, il a été construit pour l'armée au nom du prince-évêque Adam Friedrich von Seinsheim. La construction a été réalisée par Johann Joseph Vogel selon les plans de l' architecte Johann Georg von Roppel. Le trophée militaire et les reliefs des armoiries ont été créés par le sculpteur Johann Bernhard Kamm (1736-1816).
Il y a maintenant des locaux commerciaux au rez-de-chaussée et des logements à l'étage supérieur.